# Nauli

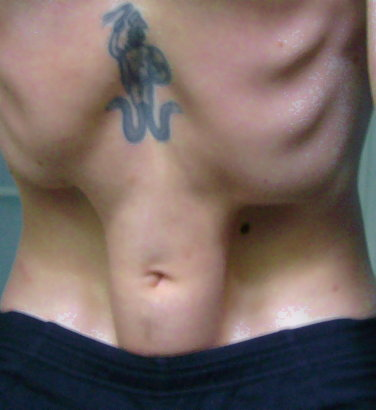
Madhyana Nauli

Nauli, auch Lauliki genannt, ist eine der Shatkriyas (Reinigungsübungen) des Yoga. Die Übung soll der Reinigung der Verdauungsorgane (Dünndarm) dienen und basiert auf einer Massage der inneren Bauchorgane durch die kreisförmige Bewegung der Bauchmuskulatur. 
Wie die übrigen Shatkriyas auch, ist Nauli eine Übung des klassischen Hatha-Yoga und wird nicht in allen Yoga-Richtungen bzw. Yoga-Schulen unterrichtet.
Nauli gilt als äußerst komplexe Technik, die nur mit viel Ausdauer und Geduld erlernt werden kann. Es gibt sie in vier verschiedenen Variationen, die stufenweise aufeinander folgend erlernt werden: 

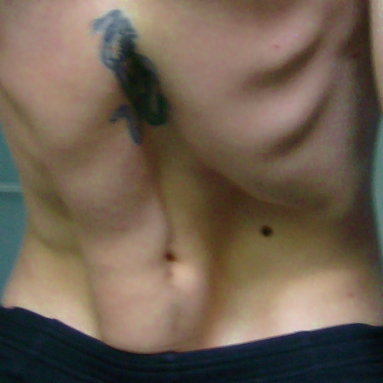
Daksina Nauli

1. madhyana-nauli: die isolierte Kontraktion und Vorwölbung des Rectus abdominis
2. vama-nauli: die isolierte Kontraktion und Vorwölbung des linksseitigen Rectus
3. daksina-nauli: die isolierte Kontraktion und Vorwölbung des rechtsseitigen Rectus
4. nauli-kriya: die kreisende Bewegung des Rectus abdominis

Im Yoga wird Nauli empfohlen zur Behebung von Darmträgheit und gegen Organabsenkung. Die Übung soll den Dünndarm reinigen und Verdauungsprobleme beseitigen.
„Darmmassage, die durch die drastischen Dehnungen der glatten Muskulatur der Darmwand stimulierend auf die Darmmotorik wirkt.“ (Dr. Dietrich Ebert : Physiologische Aspekte des Yoga. Leipzig 1986)

Nauli wird im Stand ausgeübt, wobei der Oberkörper leicht nach vorne geneigt ist und die Hände auf die Oberschenkel gestützt werden. Nach einer vollständigen Ausatmung wird die gesamte Bauchdecke stark nach innen gezogen (Uddiyanabandha) und dann der mittlere Bauchmuskelstrang wieder nach vorne gebracht und kreisförmig bewegt.